# 横手市立増田中学校
横手市立増田中学校（よこてしりつ ますだちゅうがっこう）は、秋田県横手市増田町にある公立中学校。

## 概要
当校は、旧増田中学校・西成瀬中学校・上畑中学校の統合によって1971年（昭和46年）に開校した中学校であり、横手市増田地域の全域を学区とする。
旧増田中学校は、戦後の学制改革による新制中学校として開校（1947年〈昭和22年〉）したもので、当時は増田小学校に併設する形で開校し、後に独立校舎へ移転した。なお、現行の校舎は1971年の3校統合の際に建設されたもので、1973年（昭和48年）に竣工している。

## 沿革

### 略歴
1947年4月1日に施行された学校教育法により中学校が設けられることになったが、増田地域（旧平鹿郡増田町に当たる地域、当時は西成瀬村未編入。）内においては増田中学校・西成瀬中学校の2校が誕生した。ただ、当初は財政上の問題などから中学校の独立校舎を建設するのに難航し、増田中は増田小に、西成瀬中は西成瀬小に併設する形で開校している。また、増田中は亀田小に、西成瀬中は小栗山小と上畑地区に分校を設けて開校した。
増田中は1948年4月に小学校隣接地に独立校舎を建築し、8月に亀田小併設の分校を廃止した。西成瀬中は1951年に独立校舎が竣工し、同時に小栗山小併設の分校を廃止、1955年に上畑分校は独立して「上畑中学校」として発足した。
1971年4月1日、町内の3中学校の統合校として「増田中学校」が新たに発足。当初は名目統合であったが、1973年に校舎が竣工したことにより実質統合が完了した。

### 年表
- 1947年（昭和22年）5月1日 - 学校教育法により以下の学校が増田地域内に創立。括弧内の分校も開設。
  - 増田町立増田中学校（亀田）、西成瀬村立西成瀬中学校（小栗山、上畑）
- 1948年（昭和23年）
  - 4月 - 増田中、増田小の隣接地に校舎を建築。
  - 8月 - 増田中、亀田分校を廃止。
- 1951年（昭和26年）12月3日 - 増田中、完全独立校舎が竣工。
- 1955年（昭和30年）
  - 3月31日 - 西成瀬中、独立校舎が竣工。小栗山分校を廃止、上畑分校が独立。
  - 4月1日 - 町村合併（増田町・西成瀬村）により「増田町立」を冠するようになる。
- 1971年（昭和46年）4月1日 - 増田中学校・西成瀬中学校・上畑中学校が統合して、新生「増田町立増田中学校」開校。
- 1972年（昭和47年）5月10日 - 校章制定[7]。
- 1973年（昭和48年）9月1日 - 新生増田中の校舎が竣工。校歌制定[7]。
- 1981年（昭和56年）6月25日 - プール竣工。
- 1998年（平成10年）3月 - 平成九年度全日本学校関係緑化コンクールの学校環境緑化の部にて、文部大臣賞を受賞[8]。
- 2005年（平成17年）10月1日 - 市町村合併により「横手市立増田中学校」となる[7]。
- 2019年（令和元年）11月12日 - 校舎を大規模改修[7]。

## 学区
- 増田小学校の学区（増田町の全域）[4]

## 周辺
- 国道342号
- 雄勝フルーツライン
- 横手市増田体育館 - 敷地が隣接している
- 横手市増田まんが美術館
- 真人公園

## 著名な卒業生
- 金田勝年